# Apoyo Decidido
La Misión Apoyo Decidido (en inglés: Resolute Support Mission, RSM) fue una misión multinacional dirigida por la OTAN con el objetivo de asistir, entrenar y asesorar a las fuerzas de seguridad de la República Islámica de Afganistán.
Se puso en marcha el 1 de enero de 2015, tras la finalización de la misión combate de la Fuerza Internacional de Asistencia para la Seguridad (ISAF) el 31 de diciembre de 2014. En 2018 la Misión Apoyo Decidido tenía desplegadas en Afganistán a más de 16 000 efectivos de 41 naciones.

## Marco legal
El marco jurídico para la Misión Apoyo Decidido está constituido por un Acuerdo sobre el Estatuto de las Fuerzas (Status of Forces Agreement, SOFA), firmado en Kabul el 30 de septiembre de 2014 por el presidente de Afganistán y el alto representante civil de la OTAN en Afganistán, y ratificado posteriormente por la Asamblea Nacional de Afganistán el 27 de noviembre de 2014. El SOFA define los términos y condiciones en los que se desplegarán las fuerzas de la OTAN en Afganistán como parte de Apoyo Decidido, así como las actividades que se les encomiendan en virtud de este acuerdo.
El Consejo de Seguridad de las Naciones Unidas adoptó por unanimidad el 12 de diciembre de 2014 la Resolución 2189 en apoyo de la nueva misión internacional en Afganistán.

## Despliegue

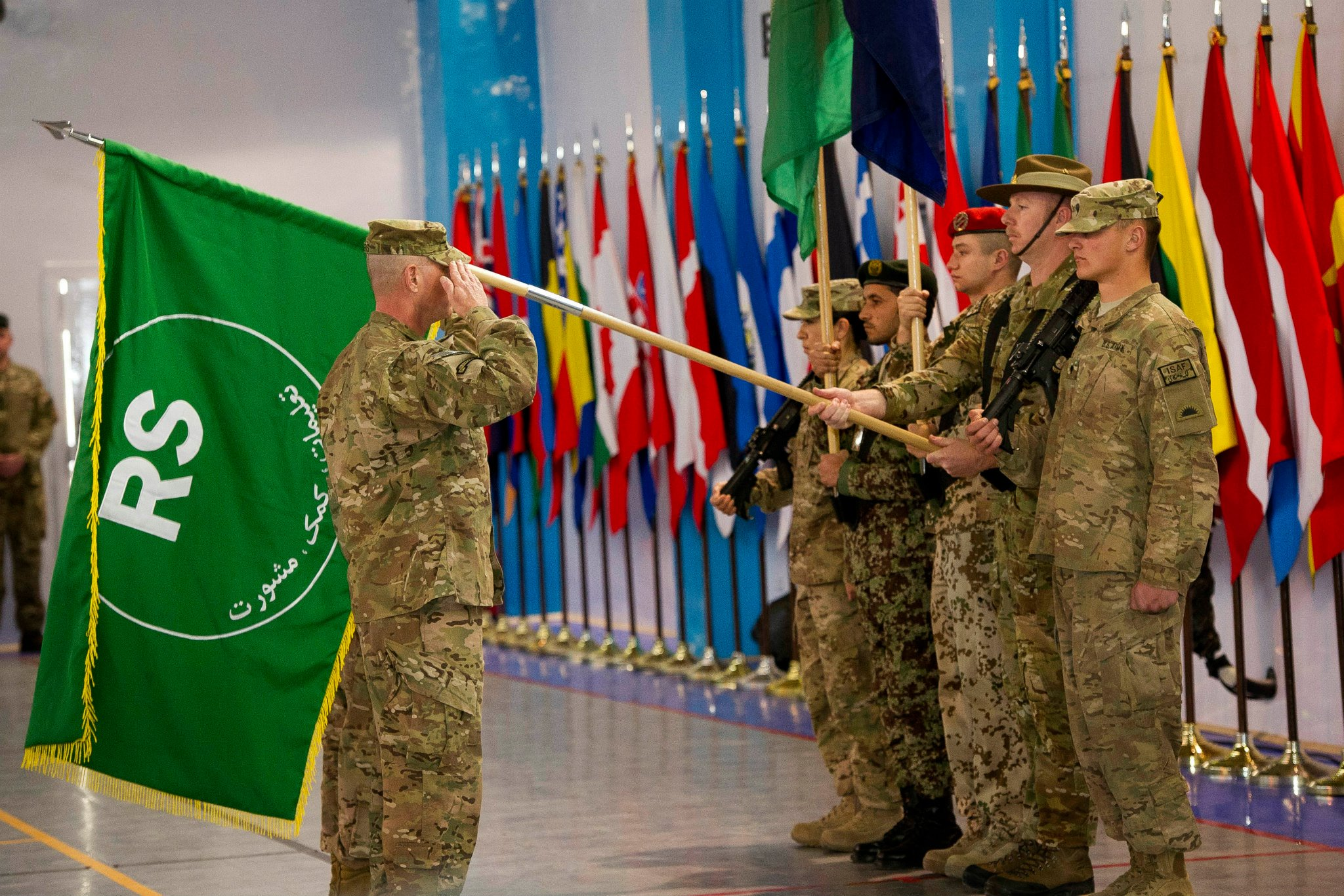
Ceremonia de reemplazo entre la ISAF y Apoyo Decidido, el 28 de diciembre de 2014 en Kabul.

Distintivo empleado por las fuerzas de la operación Resolute Support.

Apoyo Decidido operó con un mando central en Kabul y en la Base Aérea de Bagram y cuatro mandos subordinados en Mazar-e Sarif, Herat, Kandahar y Lagmán. Se centró principalmente en actividades de capacitación, asesoramiento y asistencia a las instituciones del país relacionadas con la seguridad y a los altos mandos del ejército y la policía. La Misión Apoyo Decidido trabajó en estrecha colaboración con diferentes elementos del ejército, la policía y la fuerza aérea afganas.

## Comandantes
|    | Nombre                          | Foto | País/Ejército                  | Toma del mando                                                                                | Ref.        |
| -- | ------------------------------- | ---- | ------------------------------ | --------------------------------------------------------------------------------------------- | ----------- |
| 1. | General John F. Campbell        |      | Ejército de los Estados Unidos | 1 de enero de 2015 (Comandante de la ISAF entre el 26 de agosto y el 31 de diciembre de 2014) | [ 6 ] [ 7 ] |
| 2. | General John W. Nicholson Jr.   |      | Ejército de los Estados Unidos | 2 de marzo de 2016                                                                            | [ 7 ]       |
| 3. | General Austin S. Miller        |      | Ejército de los Estados Unidos | 2 de septiembre de 2018                                                                       | [ 8 ]       |
| 4. | General Kenneth F. McKenzie Jr. |      | Ejército de los Estados Unidos | 12 de julio de 2021                                                                           | [ 9 ]       |

## Bajas
Bajas totales en combate de las fuerzas internacionales y OTAN por año y mes:
| Año  | Ene | Feb | Mar | Abr | May | Jun | Jul | Ago | Sep | Oct | Nov | Dic | Total |
| ---- | --- | --- | --- | --- | --- | --- | --- | --- | --- | --- | --- | --- | ----- |
| 2015 | 0   | 1   | 0   | 1   | 1   | 2   | 0   | 3   | 3   | 10  | 0   | 6   | 27    |
| 2016 | 3   | 0   | 0   | 0   | 2   | 1   | 0   | 2   | 0   | 3   | 4   | 1   | 16    |
| 2017 | 0   | 0   | 1   | 3   | 0   | 3   | 1   | 3   | 2   | 1   | 2   | 1   | 17    |
| 2018 | 1   | 0   | 0   | 1   | 0   | 0   | 2   | 4   | 2   | 2   | 5   | 2   | 19    |
| 2019 | 2   | 0   | 2   | 4   | 1   | 3   | 5   | 3   | 3   | 0   | 2   | 1   | 26    |
| 2020 | 4   | 3   | 0   | 0   | 1   | 0   | 2   | 0   | 0   | 0   | 0   | 0   | 10    |

Totales actualizados al 23 de julio de 2020. Fuente: ICasualties.